# Laurian

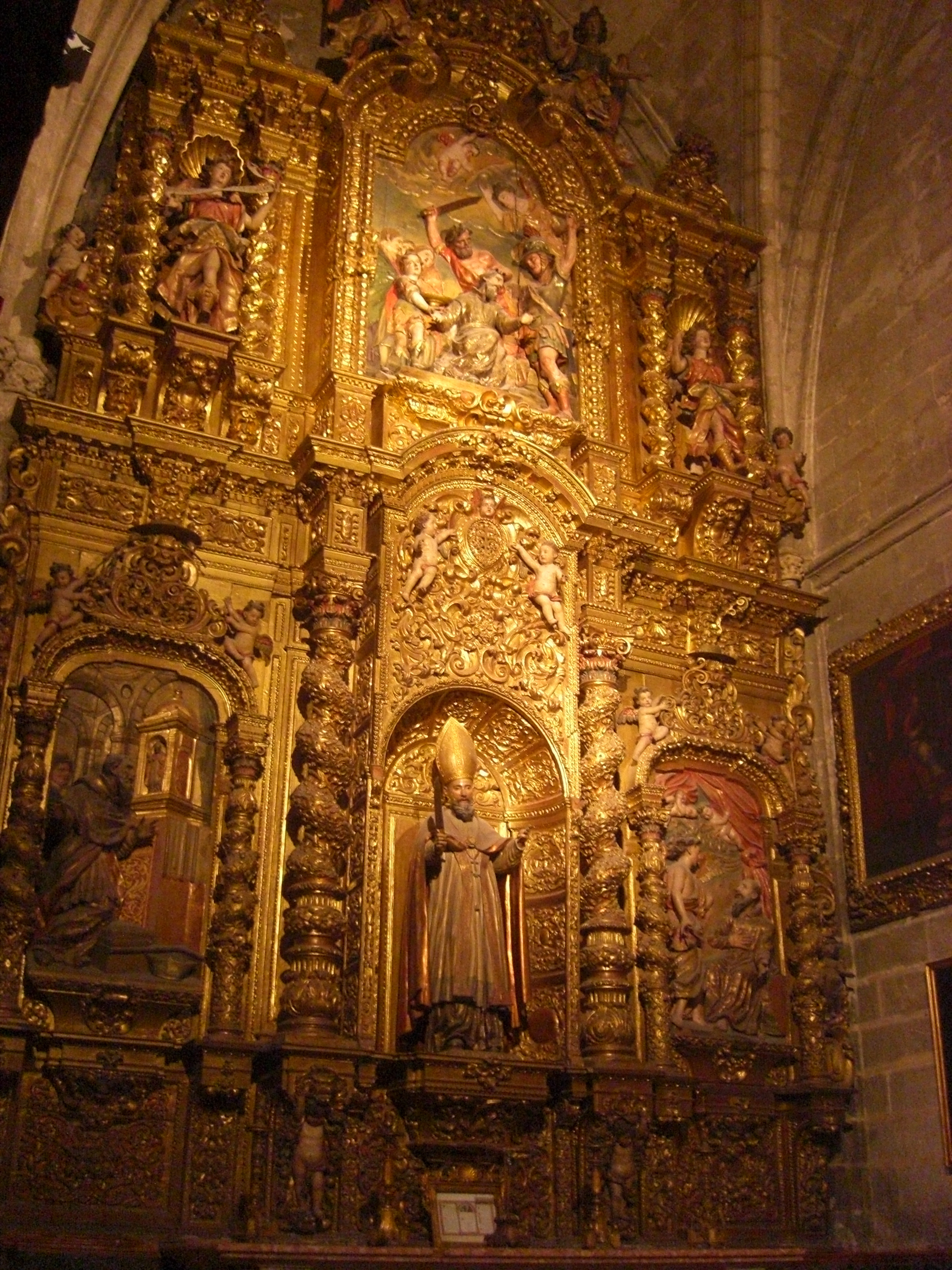
Altarretabel der Laureanuskapelle in der Kathedrale von Sevilla mit der Statue des Heiligen und Szenen aus seinem Leben

Laurian (lateinisch Laureanus, spanisch Laureano, * um 480–490 im Gebiet des heutigen Ungarn; † 4. Juli 546 in Vatan, Berry, Fränkisches Reich) ist ein Heiliger der katholischen Kirche.

## Leben
Laurian wurde in der römischen Provinz Pannonien während der Zeit der Ostgoten, von adligen dennoch heidnischen Eltern, geboren. Als junger Mensch kam er nach Mailand, wurde durch den Einfluss eines Verwandten zum Christentum bekehrt und von Bischof Eustorgius II. getauft. Danach wurde Laurian zum Diakon ausgebildet.
Die Verfolgung der Arianer führte ihn nach Sevilla, wo er als Nachfolger von Maximus von 522 bis 539 Erzbischof war. Es war die Zeit, als die arianischen Westgoten in Sevilla (und in Spanien) regierten. Gegen Repressalien hielt Laurian am katholischen Glauben und am chalcedonensischen Christusbekenntnis fest. Die Verfolgungen hielten aber an und so musste er Sevilla 539 verlassen, floh über Marseille nach Rom, wo er von Papst Vigilius empfangen und getröstet wurde.
Beim Besuch des Grabes von Martin von Tours, im Herzen des Berry, wurde er dort von Soldaten des Ostgoten-Königs Totila gefangen genommen und geköpft. Sein Haupt wurde als Botschaft über die Macht der Arianer nach Sevilla übersandt. Einheimische dagegen werteten die Ankunft der Reliquie als Zeichen der Beendigung einer von ihnen erlittenen Pestepidemie, die die Stadt verwüstete.
Laureano wurde im Jahr 1297 von Papst Bonifatius VIII. heiliggesprochen.
In Spanien (Sevilla), Frankreich (Vatan), Kolumbien (u. a. Bucaramanga, Tunja) gibt es Kirchen und Schulen, die San Laureano gewidmet sind. In Sevilla gab es ein Kloster von Mercedariern, das seit der Konfiszierung von Kirchengütern verwüstet ist.

## Verehrung
Reliquien des Heiligen Laurian wurden in der Kathedrale von Bourges und der Kathedrale von Sevilla bestattet.

## Festtag
4. Juli

## Quelle
1. ↑  Saint Laurian of Seville catholicsaints.info, abgerufen am 4. Mai 2019 (en)